# اندرو روسی
اندرو روسی (انگلیسی: Andrew Rowsey؛ زادهٔ ۱۸ ژوئن ۱۹۹۴) بازیکن بسکتبال اهل ایالات متحده آمریکا است.